# Приозерск
Приозе́рск — город в России, административный центр Приозе́рского района Ленинградской области и Приозерского городского поселения. 

## Этимология
Первое упоминание об укреплённом поселении на месте нынешнего города относится к 1295 году. В русской хронике оно называлось Корела, в шведской — Кексгольм.
C XIV века по 1611 год город был известен как Корела. C 1580 по 1595 и с 1611 по 1918 год город назывался Кексгольм. После введения с 1860-х годов в официальное делопроизводство Великого княжества Финляндского финского языка распространяется и финский вариант Кякисалми, о чём свидетельствуют почтовые штампы. С 1918 года основным вариантом названия города, в составе получившей независимость Финляндии, стало финское Кякисалми, наряду со шведским Кексгольм.
В 1940 году после советско-финской войны город отошёл к Советскому Союзу, название Кексгольм было восстановлено. В 1941—1944 годах во время второй советско-финской войны город был занят войсками Финляндии и назывался Кякисалми. В 1944 году после Московского перемирия город вторично отошёл к Советскому Союзу. В 1948 году был переименован в Приозерск.

«Протоколом № 12 заседания Президиума Верховного Совета РСФСР от 01 октября 1948 года в Указе о переименовании районов, городов, рабочих посёлков и сельских Советов Ленинградской области д. № 741/2 в пункте 1 принято: Кексгольмский район переименовать в Приозерский район и районный центр Кексгольм в город Приозерск»

В словаре географических названий СССР издания 1983 года используется вариант Приозёрск.

## История

### С древности до XV века
Письменных свидетельств о точном времени основания карельского поселения на реке Узерве (Вуоксе) не сохранилось, но, по результатам многочисленных раскопок, проведённых А. Н. Кирпичниковым, а впоследствии А. И. Саксой можно сделать вывод о наличии карельского поселения на месте крепости Корела ещё в XII веке. По данным летописей и хроник известно, что в 1295 году некий укреплённый пункт в устье Вуоксы разграбил отряд шведских рыцарей под предводительством Сигурда Локке из гарнизона только что основанной Выборгской крепости, в шведской хронике этот пункт называется Кексгольмом, а русской — Корелой. Вероятно, это поселение было одним из торговых и политических центров племени корела. В том же году новгородцы отбили его, а в 1310 году построили на Узерве-Вуоксе капитальную крепость, разрушив старую. Вот как это описывается в летописях:

въ лѣто 6818. Ходиша новгородци въ лодьяхъ и въ лоивахъ въ озеро, и идоша въ рѣку Узьерву, и срубиша городъ на порозѣ новъ, ветхыи сметавше.

Город-крепость, ставший мощным форпостом Новгорода на Карельском перешейке, сдерживал агрессию шведов.
Через Корелу проходил «запасной» маршрут великого водного торгового пути «из варяг в греки». Через Вуоксу можно было попасть в Финский залив и в центральную Финляндию. Швеция стремилась установить контроль над этим стратегически важным маршрутом, с конца XIII века Корела подвергалась неоднократному нападению шведов.

### Новгородская земля
К концу XV века Корела была административным центром северной части (Корельская половина) Водской пятины Новгородской республики, позднее — Корельского уезда. В состав уезда входили 7 административных единиц (погостов), в которых насчитывалось свыше 300 населённых пунктов. Сам город и ближайшие к нему земли (вместе с «пригородом» — торговым поселением Сванский Волочек) входили в Городенский погост.
Включение Корельской земли, в числе других новгородских владений, в состав Великого княжества Московского способствовало дальнейшему развитию и укреплению Корелы. По данным 1568 года, в городе насчитывалось 406 дворов посадских людей, дворы наместника, владыки (главы церковного округа), бояр и дворян. Было четыре монастыря и одна церковь.

### Под властью Швеции (1580—1595)

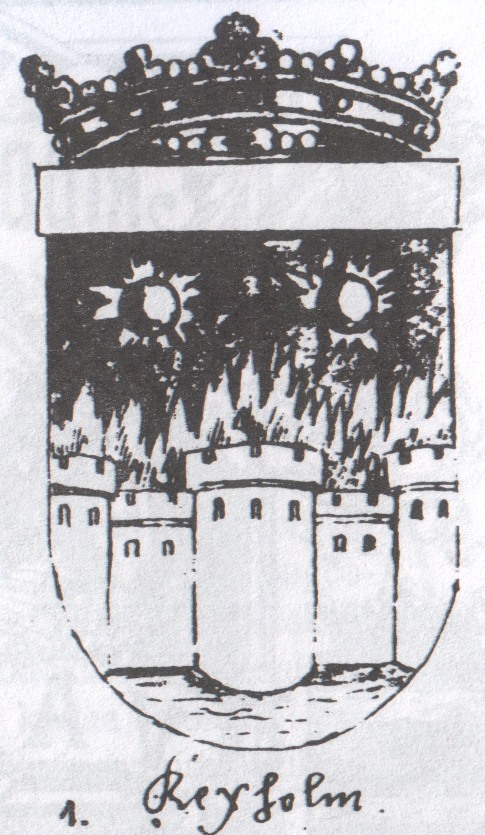
Герб Кексгольмского герцогства (1580)

Осенью 1580 года Корела была взята шведскими войсками под командованием Понтуса Делагарди. Благодаря преимуществу шведов в артиллерии, участь города была решена очень скоро: пожар, охвативший деревянные стены и постройки крепости, вынудил гарнизон сдаться. Весь Корельский уезд оказался под властью Швеции. Однако уже в 1595 году, после русско-шведской войны он был возвращён Русскому государству по Тявзинскому договору.

### Передача Швеции в Смутное время и сопротивление жителей Корелы (1609—1611)
С августа 1610 по февраль 1611 года Корела была в осаде шведских войск под командованием Якова Делагарди из-за несоблюдения условий русско-шведского договора 1609 года. Царь Василий IV Шуйский передал шведам Корелу в обмен на военную помощь в период Смуты и польской интервенции по договору, заключенному в Выборге в феврале 1609 года. Помощь шведов и других наемников (финнов и французов) в ходе похода Делагарди была действительно важной и определяющей для побед русской армии. По договору шведы предоставили более 5000 солдат, которые внесли свой вклад в победы 1609 года под Торжком, Тверью и Калязиным, в битве на Каринском поле. Несмотря на задержки оплаты наемников и их массовое дезертирство объединённый русско-шведский отряд под началом Делагарди и Скопина-Шуйского в том числе принимал участие в снятии осады с Троице-Сергиева монастыря. К декабрю 1609 года Делагарди по инструкции шведского короля требовал от Скопина-Шуйского также передачи шведам Орешка, Ивангорода и Колы в обмен на дополнительные шведские войска (4000 солдат), необходимых для совместных действий в районе Москвы. Новый договор был заключен 17 декабря 1609 (СГГД. Ч. П. № 192, 193), а 17 января 1610 г. договор был подтвержден царем Василием IV Шуйским.
Однако патриотичное местное население Корелы отказывалось признавать условия договора 1609, и хотело остаться в Русском государстве. Для защиты Корелы было собрано ополчение из местного населения. На защиту крепости против воли царя встали 2000 ополченцев и 500 стрельцов под командованием воевод И. М. Пушкина, А. Безобразова, В. Абрамова и епископа Сильвестра. Шведам пришлось штурмовать крепость на бумаге уже переданную им царем согласно договору 1609 года. С сентября 1610 года по март 1611 года продолжалась осада крепости войсками Делагарди, завершившаяся полным истощением сил защитников и сдачей Корелы шведам.

### Под властью Швеции (1617—1721)

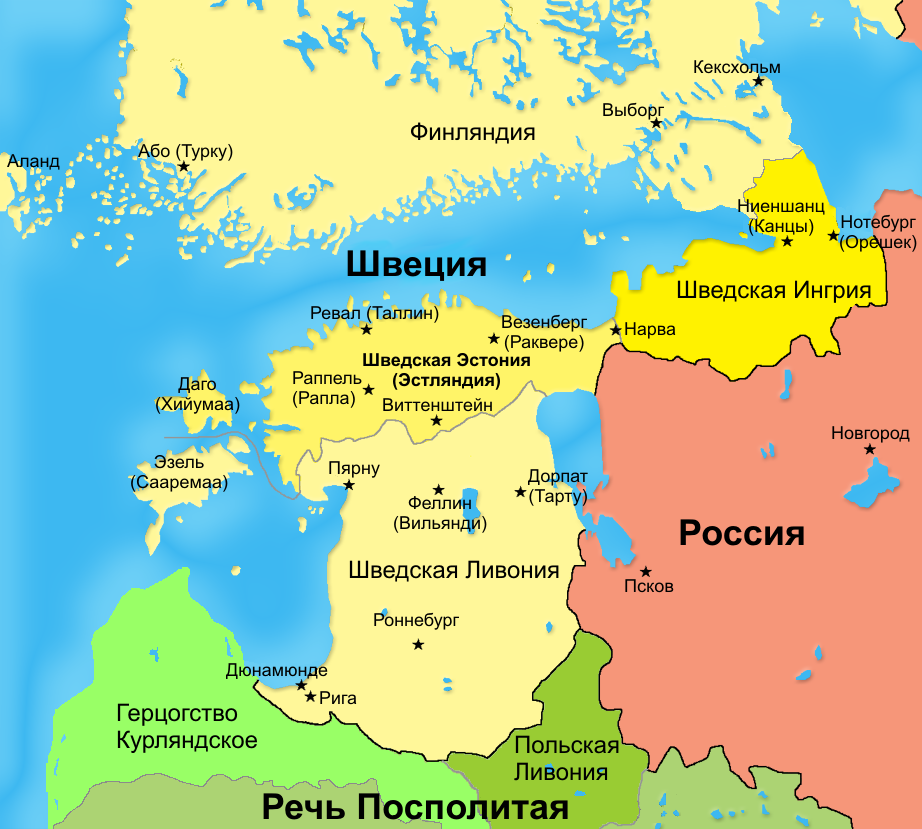
Кексгольм на карте Швеции в XVII веке

После заключённого в 1617 году Столбовского мира Корела с уездом была уступлена Швеции. С 1634 года город — административный центр Кексгольмского лена в составе Швеции.
8 сентября 1710 года во время Северной войны Кексгольмская крепость (шведское название Корелы) была взята русскими войсками. В честь взятия Кексгольмской крепости была выбита памятная медаль.
По завершении в 1721 году Северной войны согласно условиям Ништадтского мирного договора Швеция признала присоединение к России Кексгольмского лена и части Карелии с дистриктом Выборгского лена.

### В составе Российской империи

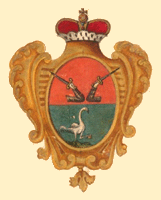
герб для Корельского полка из знаменного гербовника

Кексгольм стал выполнять роль военного форпоста на подступах к Российской столице — Санкт-Петербургу. Город Кексгольм стал центром Кексгольмской провинции, пока в 1743 году она не была включена в состав новообразованной Выборгской губернии, разделённой на уезды, в том числе Кексгольмский.
С XVIII века крепость поменяла назначение и стала выполнять роль тюрьмы. Получил известность её Безымянный узник.

#### Великое княжество Финляндское (1811—1917)

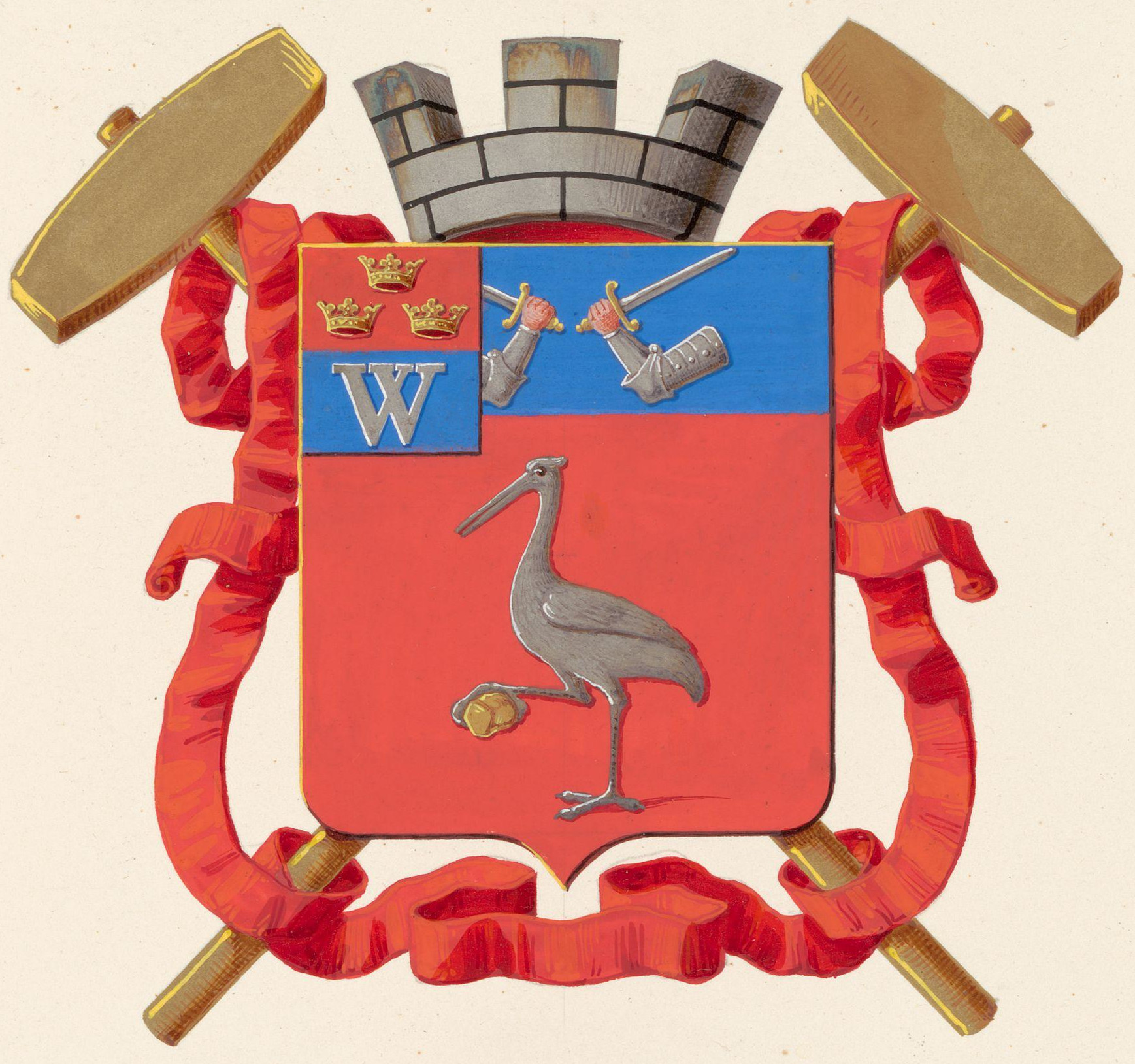
Проект герба города Кексгольма Выборгской губернии, составленный Б.Кене

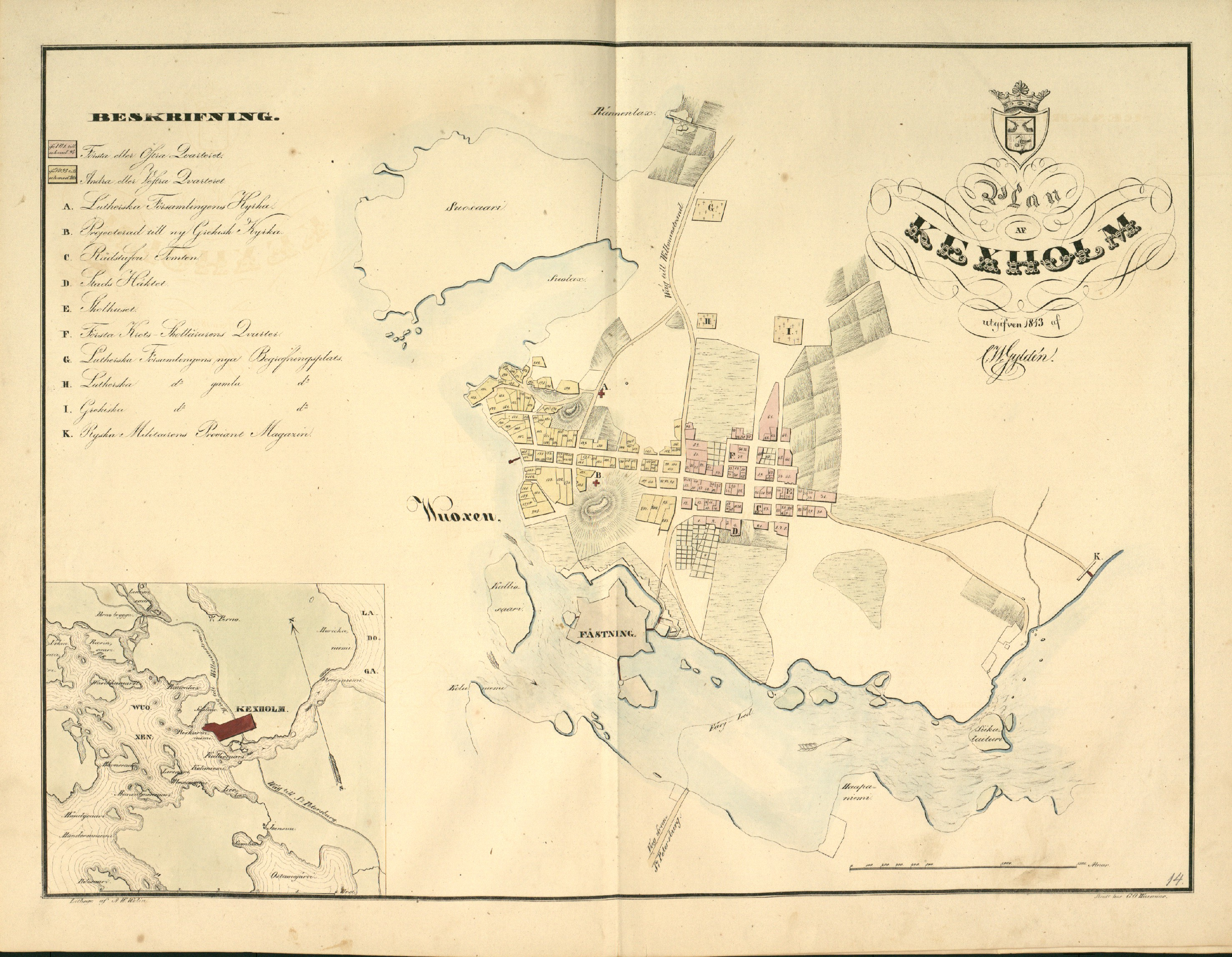
План Кексгольма 1843 года.

23 декабря 1811 года император Александр I издал указ о присоединении Финляндской губернии (так называемой Старой Финляндии), в которую входил и Кексгольмский уезд, к Великому княжеству Финляндскому («Новой Финляндии»). Это произошло благодаря личной инициативе Густава Морица Армфельта. Кексгольм перешёл в финляндское управление. Финляндской губернии вернули название Выборгская губерния.
В середине XIX века, когда Вуокса изменила своё главное русло, рыбная ловля в районе Кексгольма резко снизилась, и численность населения города сократилась с 1743 человек в 1840 году, до 1499 человек в 1855 году и до 1181 человека в 1873 году. Тогда же, в середине XIX века, в городе стали возникать первые промышленные предприятия.

### Независимая Финляндия (1917—1940)

Наступление белых и немецких интервентов (серым) в конце войны.

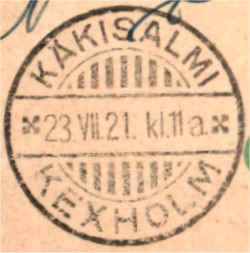
Почтовый штемпель
«Кякисалми — Кексгольм», 1921.

После Февральской революции 1917 года император Николай II, носивший также титул Великий князь финляндский, отрёкся от престола 2 (15) марта 1917. А после Октябрьской революции парламент Великого княжества провозгласил независимость Финляндии. 31 декабря 1917 года Совет Народных Комиссаров под председательством В. И. Ленина признал независимость Финляндии.
В октябре 1920 года между РСФСР и Финляндией был заключён мир, завершивший первую войну двух молодых государств. Новая советско-финляндская граница оказалась немного южнее Кексгольма.
В 1930 году на смену старой церкви была выстроена новая Лютеранская кирха Кякисалми. Она была построена по проекту архитектора Армаса Линдгрена.
В 1931 году был запущен большой сульфитно-целлюлозный завод Waldhof, ставший наиболее заметным промышленным предприятием города.
К 1938—1939 годам население Кякисалми возросло до более чем 5000 жителей.

### Военный период (1939—1944)
После советско-финской войны 1939—1940 годов в результате мирного договора от 12 марта 1940 года город был передан Советскому Союзу.
Во время Великой Отечественной войны с 21 августа 1941 года до 24 сентября 1944 года город был занят финскими войсками и почти полностью разрушен.
В сентябре 1944 года Финляндия и СССР заключили Московское перемирие, которое завершило Советско-финскую войну. 24 сентября 1944 года Кексгольм был возвращён СССР. Была восстановлена прежняя советско-финская граница 1940 года.

### СССР
В ноябре 1944 года северные районы Карельского перешейка — Выборгский, Кексгольмский и Яскинский, определённые в 1940 году в Карело-Финскую ССР, — отошли к Ленинградской области.
К середине 1947 года был восстановлен национализированный после войны завод компании Waldhof Ab, получивший название Приозерский целлюлозный завод. Завод закрыт в 1986 году как экологически опасный. На территории бывшего ПЦЗ ныне расположено ОАО «Лесплитинвест».
В октябре 1948 года город Кексгольм был переименован в Приозерск, а в феврале следующего, 1949 года переименовали и все другие топонимы Приозерского района.
С Приозерском связана неудачная попытка захвата самолёта, предпринятая в 1970 году.

### РФ
В 2004 году в Приозерске был воздвигнут памятный камень с надписью: «В 879 г. умер Рюрик в Кореле».

## География
Город расположен в северной части области на Карельском перешейке, по берегам северного рукава реки Вуокса, между Ладожским озером и озером Вуокса.
Железнодорожная станция на линии Санкт-Петербург — Хийтола.
Расстояние до Санкт-Петербурга — 145 км.

## Демография
| 1840    | 1850    | 1860    | 1865    | 1870    | 1875    | 1880    | 1890    | 1897    | 1900    | 1910    | 1920    |
| ------- | ------- | ------- | ------- | ------- | ------- | ------- | ------- | ------- | ------- | ------- | ------- |
| 1473    | ↘1435   | ↘1181   | ↗1266   | ↘1101   | ↗1150   | ↗1184   | ↘1109   | ↗1300   | ↗1626   | ↗1977   | ↗2432   |
| 1930    | 1938    | 1941    | 1945    | 1949    | 1959    | 1970    | 1979    | 1989    | 1992    | 1996    | 1998    |
| ↗2827   | ↗5115   | ↗10 300 | ↘500    | ↗6787   | ↗13 936 | ↗16 652 | ↗19 053 | ↗20 557 | ↘20 500 | ↘20 400 | ↘20 300 |
| 2000    | 2001    | 2002    | 2003    | 2005    | 2006    | 2007    | 2008    | 2009    | 2010    | 2011    | 2012    |
| ↘19 600 | →19 600 | ↗20 506 | ↘20 500 | ↘19 500 | ↘18 300 | →18 300 | ↘17 900 | ↘17 588 | ↗18 933 | ↘18 900 | ↘18 793 |
| 2013    | 2014    | 2015    | 2016    | 2017    | 2018    | 2019    | 2020    | 2021    | 2023    | 2024    | 2025    |
| ↗18 947 | ↘18 890 | ↘18 844 | ↘18 755 | ↘18 616 | ↘18 552 | ↘18 229 | ↘17 813 | ↗18 777 | ↘18 526 | ↘18 235 | ↘17 920 |

На 1 января 2025 года по численности населения город находился на 702-м месте из 1124 городов Российской Федерации.

## Органы власти
Приозерск является центром Приозерского городского поселения. В подчинении администрации поселения находятся также посёлки Бригадное, Бурнево, Сторожевое.
Структуру органов местного самоуправления поселения, согласно принятому весной 2009 года уставу, составляют:
- совет депутатов — избирается на 5 лет и состоит из 18 депутатов. Председателем совета депутатов является глава поселения.
- глава поселения — избирается депутатами Совета депутатов из своего состава на 5 лет. С сентября 2014 года должность главы занимает Владимир Юрьевич Мыльников
- администрация поселения, которой руководит глава администрации (сити-менеджер). Глава администрации назначается по контракту, заключаемому по результатам конкурса, сроком на 5 лет.

С 2009 года жители городского поселения не избирают напрямую ни главу поселения, ни главу администрации.

## Экономика

### Промышленность
Через город проходят шоссейные дороги и железнодорожные пути, соединяющие его с городами области. В городе развита промышленность. Наиболее крупными предприятиями являлись Приозерский деревообрабатывающий завод и ОАО «Лесплитинвест».

### Торговля и сфера услуг
- Сеть универсамов «Пятёрочка»
- Сеть универсамов «Магнит»
- Фирменный магазин «Великолукского мясокомбината»
- Офис обслуживания абонентов «Мегафон»
- Офис обслуживания абонентов «МТС»
- Офис обслуживания абонентов «Билайн»
- Офис обслуживания абонентов «Tele2»
- Сеть аптек «Невис»
- Мебельный центр «Калина»
- Сеть магазинов «Магнит Косметик маркет»
- Отделения «Сбербанка РФ»
- Отделение «Россельхозбанка»
- СтройМаг
- «Вимос» (хоз- и стройтовары)

## Связь
Свои коммуникационные услуги для населения предоставляют операторы мобильной связи:
- «МегаФон»
- «Билайн»
- «МТС»
- «Tele2»
- Йота

Интернет-провайдер: «Ростелеком», «Мегафон», «Икс-трим».

## СМИ

### Телевидение
На территории Приозерска ретранслируется телеканалы «Первый канал», «Россия-1», «НТВ» и «Life78».
Существует кабельное телевидение компании «Приозерские домовые сети» и местный телеканал Приозерск ТВ.

### Радио
- 101,2 FM — (ПЛАН) Европа Плюс
- 101,7 FM — Радио Ваня
- 102,9 FM — Love Radio
- 103,6 FM — Русское радио
- 106,2 FM — Радио Родных дорог
- 107,6 FM — Дорожное радио

## Транспорт
На станции Приозерск делают остановки пригородные электрички Санкт-Петербург-Финляндский — Кузнечное, а также экспресс «Ласточка» Санкт-Петербург — Кузнечное и поезд дальнего следования Санкт-Петербург — Костомукша.
С автовокзала курсируют ежедневные автобусы на Санкт-Петербург: № 859 до автовокзала «Девяткино» и № 960 до станции метро  «Парнас».
Также есть внутренние автобусы, курсирующие внутри Приозерска или между Приозерском и соседними посёлками.

## Достопримечательности
- Крепость Корела:

- Старая Крепость — многократно подвергалась штурмам и перестраивалась. Сохранились постройки XIV—XX веков.
- Новая Крепость на территории бывшего Спасского Острова (XVII—XX вв.), ныне — на территории Приозерского военного санатория.

- Церковь Рождества Пресвятой Богородицы — построена в 1847 году по проекту французского архитектора Луи Висконти[46].
- Лютеранская кирха Кякисалми — построена в 1930 году, архитектор Армас Линдгрен[47].
- Здание железнодорожного вокзала — построено в 1916 году. Чудом уцелело после пожаров.
- Памятник Петру I — поставлен на средства солдат и офицеров Кексгольмского полка в 1910 году. Бюст Петра I был утоплен в Вуоксе красными финнами в 1918 году. Скульптором Борисом Карагодом был восстановлен поначалу (в 1969 году) гипсовый бюст, в 1972 году он был заменён новым, металлическим, исполненным Владимиром Горевым.
- Памятник Маугли — единственный в России памятник этому литературному персонажу, создан прибывшим на практику в 1967 году молодым скульптором Борисом Карагодом. Неподалёку другой схожий памятник — гигантская Жаба из «Дюймовочки», сама же героиня сказки, фигурка которой стояла рядом в каменном цветке, была уничтожена хулиганами в 2001 году. В 2014 году на место разбитой фигурки установили новую.
- Церковь Всех Святых подворья Валаамского Спасо-Преображеского монастыря — построена в 1890—1892 годах. Архитектор Юхан Якоб Аренберг.

## Фото

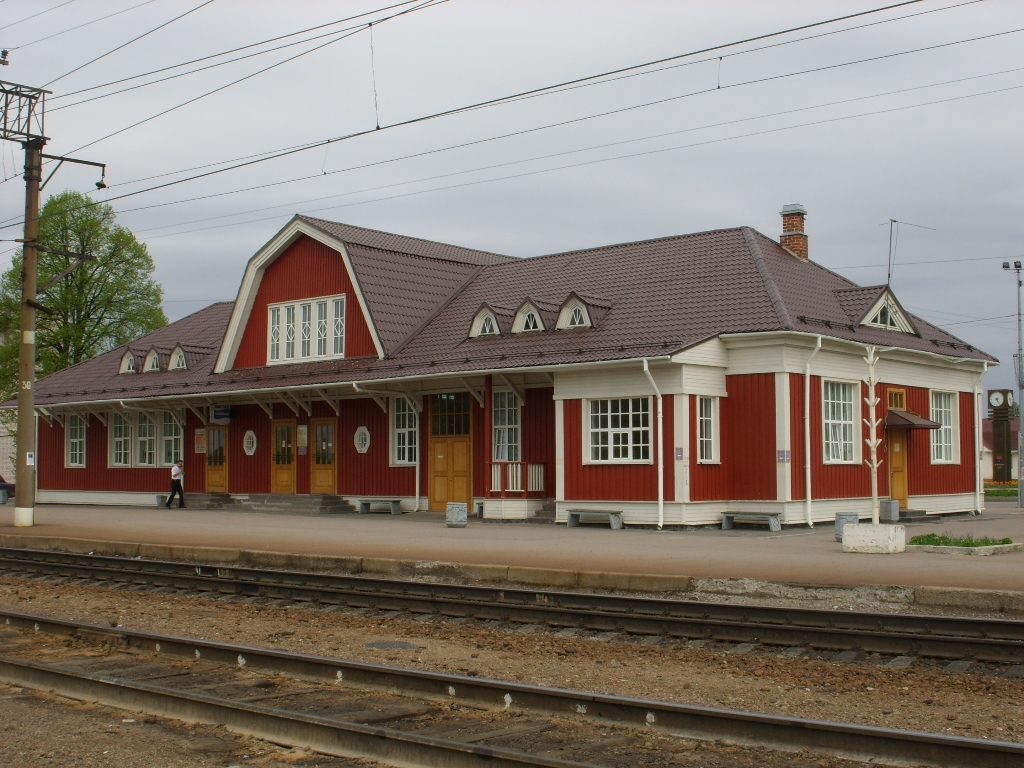
Здание железнодорожного вокзала станции Приозерск. 1916. Арх. Туре Хеллстрём
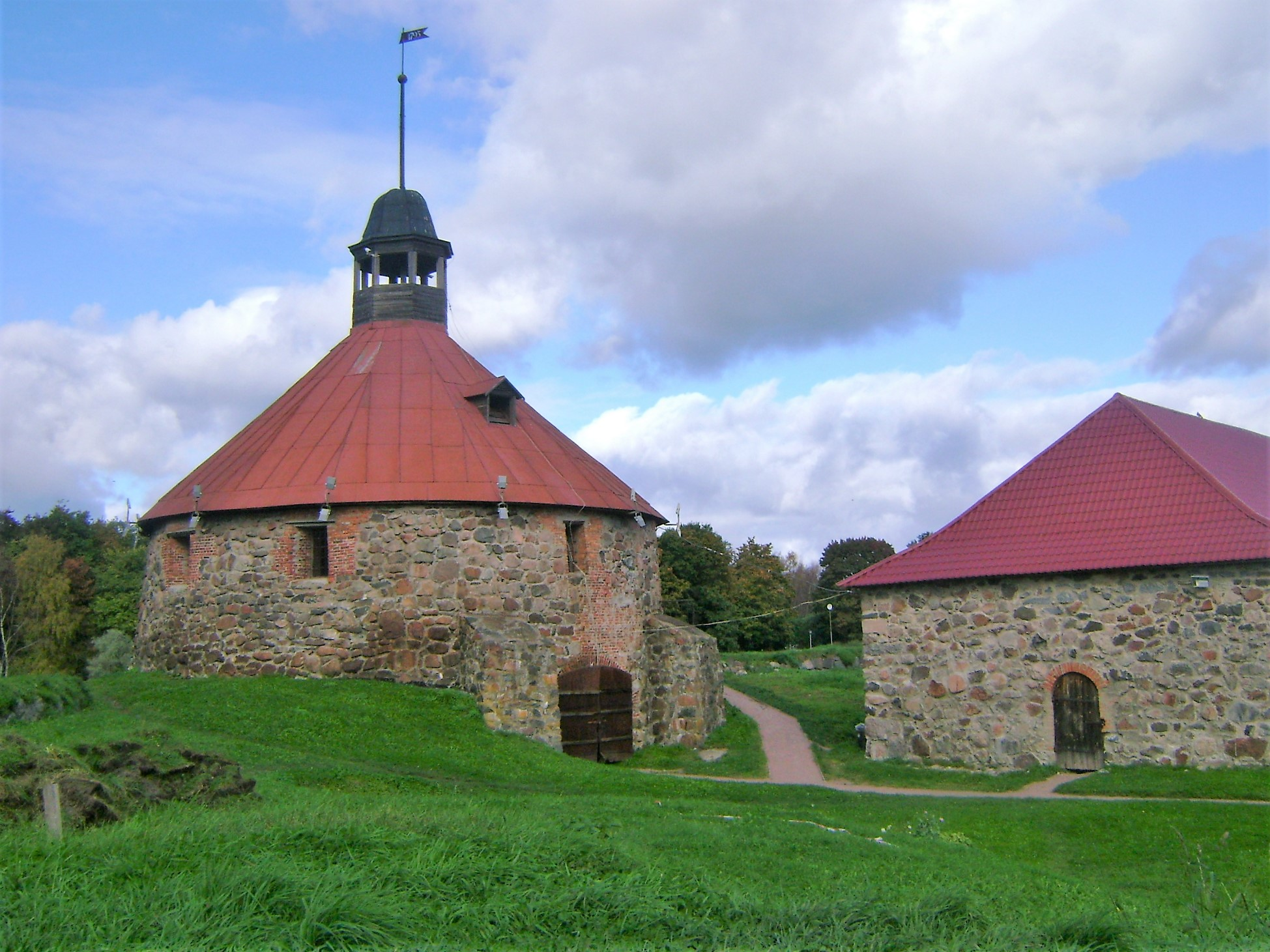
Крепость Корела
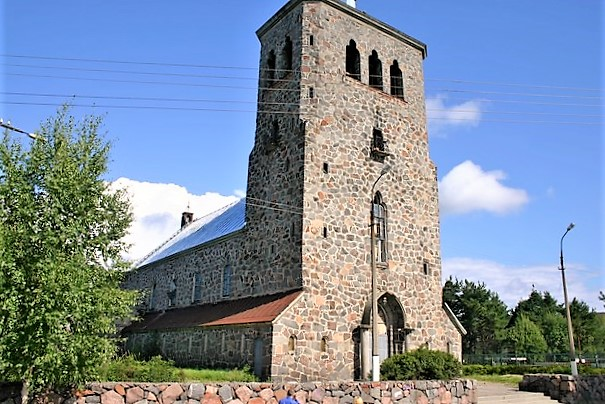
Лютеранская кирха
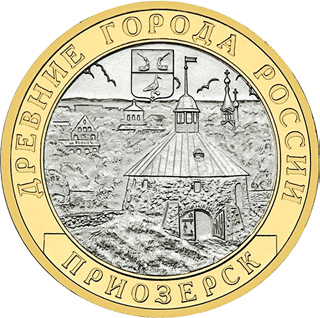
10 рублей (2008) — памятная монета из серии Древние города России
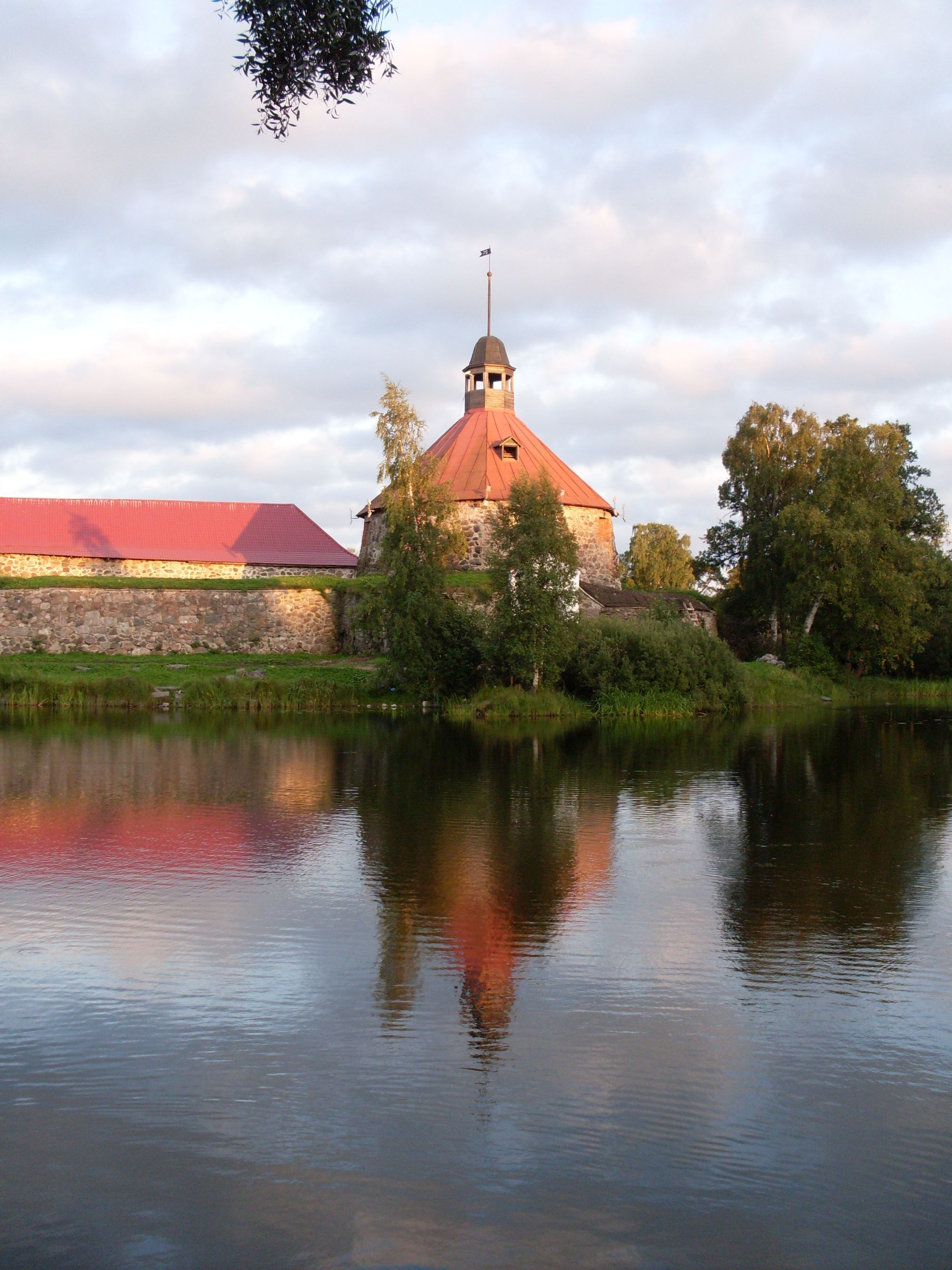